# Jackie Beynon
John „Jackie“ Alfred Beynon (* unbekannt in Cardiff; † 26. Juni 1937 in Johannesburg) war ein walisischer Fußballspieler.

## Karriere
Jackie Beynon wurde in der walisischen Hauptstadt Cardiff geboren. Bis 1927 spielte Beynon für die Great Western Colliery, einer Zeche im Süden von Wales, ca. 25 Kilometer nördlich von Cardiff.
Zwischen den Jahren 1927 und 1933 verbrachte er seine Zeit in England. Dabei stand er bei fünf verschiedenen Vereinen unter Vertrag.
Am 16. Februar 1933 wechselte Beynon nach Schottland zum FC Aberdeen. Für den Erstligisten debütierte er eine Woche später am 31. Spieltag der Saison 1932/33 gegen den FC Cowdenbeath. Beim 6:2-Heimsieg im Pittodrie erzielte er gleich im ersten Spiel sein erstes Tor im Trikot der Dons. Mit dem Verein belegte er in den folgenden Jahren immer einen Platz zwischen drei und sechs. In der Saison 1936/37 wurde Beynon mit den Reds sogar Vizemeister hinter den Glasgow Rangers. Im selben Jahr erreichte er mit dem Team das Finale im schottischen Pokal das gegen Celtic Glasgow verloren wurde. Das Endspiel war mit 147.365 Zuschauern die bis dahin größte Rekordzahl bei einem Vereinsspiel im Fußball.
Einige Wochen nach seiner Teilnahme am Pokalfinale nahm Beynon mit der Mannschaft des FC Aberdeen an einer Südafrika-Tour teil. Dabei erkrankte er an einer Blinddarmentzündung. Er starb infolgedessen im Juni 1937 in Johannesburg an einer Bauchfellentzündung und wurde in Südafrika begraben.